# Hopman Cup 2001
Der Hopman Cup 2001 war die 13. Ausgabe des Tennisturniers im australischen Perth. Er wurde vom 30. Dezember 2000 bis 6. Januar 2001 ausgetragen.
Der letzte Teilnehmer wurde zwischen Belgien und Japan ausgespielt. In diesem Play-off setzte sich Belgien mit 2:1 durch.
Im Finale gewann das Team in Person von Martina Hingis und Roger Federer aus der Schweiz mit 2:1 gegen das Team Monica Seles und Jan Michael Gambill aus den Vereinigten Staaten.

## Teilnehmer und Gruppeneinteilung
| Nation             | Teilnehmer                           |
| ------------------ | ------------------------------------ |
| Belgien            | Kim Clijsters und Olivier Rochus     |
| Slowakei           | Karina Habšudová und Dominik Hrbatý  |
| Russland           | Jelena Lichowzewa und Marat Safin    |
| Vereinigte Staaten | Monica Seles und Jan-Michael Gambill |

| Nation     | Teilnehmer                                  |
| ---------- | ------------------------------------------- |
| Schweiz    | Martina Hingis und Roger Federer            |
| Südafrika  | Amanda Coetzer und Wayne Ferreira           |
| Australien | Nicole Pratt und Richard Fromberg           |
| Thailand   | Tamarine Tanasugarn und Paradorn Srichaphan |

## Spielplan

### Tabelle
| Pos. | Land               | Gewonnen | Verloren | Spiele | Sätze |
| ---- | ------------------ | -------- | -------- | ------ | ----- |
| 1    | Vereinigte Staaten | 3        | 0        | 8:1    | 17:7  |
| 2    | Russland           | 1        | 2        | 4:5    | 12:6  |
| 3    | Slowakei           | 1        | 2        | 3:6    | 12:14 |
| 4    | Belgien            | 1        | 2        | 3:6    | 11:13 |

| Pos. | Land       | Gewonnen | Verloren | Spiele | Sätze |
| ---- | ---------- | -------- | -------- | ------ | ----- |
| 1    | Schweiz    | 3        | 0        | 8:1    | 17:2  |
| 2    | Südafrika  | 2        | 1        | 5:4    | 13:8  |
| 3    | Thailand   | 1        | 2        | 4:5    | 7:12  |
| 4    | Australien | 0        | 3        | 1:8    | 4:15  |

| Abschnitt | Datum          | Team 1             | Team 2             | Ergebnis |
| --------- | -------------- | ------------------ | ------------------ | -------- |
| Play-off  |                | Belgien            | Japan              | 2:1      |
| Vorrunde  |                | Schweiz            | Thailand           | 3:0      |
| Vorrunde  |                | Vereinigte Staaten | Slowakei           | 3:0      |
| Vorrunde  |                | Belgien            | Russland           | 2:1      |
| Vorrunde  |                | Südafrika          | Australien         | 2:1      |
| Vorrunde  |                | Slowakei           | Belgien            | 2:1      |
| Vorrunde  |                | Vereinigte Staaten | Russland           | 2:1      |
| Vorrunde  |                | Schweiz            | Australien         | 3:0      |
| Vorrunde  |                | Südafrika          | Thailand           | 2:1      |
| Vorrunde  |                | Russland           | Slowakei           | 2:1      |
| Vorrunde  |                | Vereinigte Staaten | Belgien            | 3:0      |
| Vorrunde  |                | Thailand           | Australien         | 3:0      |
| Vorrunde  |                | Schweiz            | Südafrika          | 2:1      |
| Finale    | 6. Januar 2001 | Schweiz            | Vereinigte Staaten | 2:1      |

## Ergebnisse
| Datum          | Team 1             | Team 2             | Ergebnis | Spiel                  | Spieler 1              | Spieler 2           | Resultat                   |
| -------------- | ------------------ | ------------------ | -------- | ---------------------- | ---------------------- | ------------------- | -------------------------- |
|                | Belgien            | Japan              | 2:1      | Dameneinzel            | Kim Clijsters          | Ai Sugiyama         | 7:63, 5:7, 6:1             |
| Herreneinzel   | Belgien            | Japan              | 2:1      | Olivier Rochus         | Takao Suzuki           | 3:6, 6:4, 4:5       |                            |
| Mixed          | Belgien            | Japan              | 2:1      | Clijsters, Rochus      | Sugiyama, Takao Suzuki | 6:4, 6:4            |                            |
|                | Schweiz            | Thailand           | 3:0      | Dameneinzel            | Martina Hingis         | Tamarine Tanasugarn | 6:1, 6:1                   |
| Herreneinzel   | Schweiz            | Thailand           | 3:0      | Roger Federer          | Paradorn Srichaphan    | 6:4, 6:2            |                            |
| Mixed          | Schweiz            | Thailand           | 3:0      | Hingis, Federer        | Tanasugarn, Srichaphan | 6:0, 6:1            |                            |
|                | Vereinigte Staaten | Slowakei           | 3:0      | Dameneinzel            | Monica Seles           | Karina Habšudová    | 6:3, 3:6, 6:1              |
| Herreneinzel   | Vereinigte Staaten | Slowakei           | 3:0      | Jan-Michael Gambill    | Dominik Hrbatý         | 6:3, 3:6, 6:4       |                            |
| Mixed          | Vereinigte Staaten | Slowakei           | 3:0      | Seles, Gambill         | Habšudová, Hrbatý      | 4:6, 6:2, 7:64      |                            |
|                | Belgien            | Russland           | 2:1      | Dameneinzel            | Kim Clijsters          | Jelena Lichowzewa   | 6:1, 6:4                   |
| Herreneinzel   | Belgien            | Russland           | 2:1      | Olivier Rochus         | Marat Safin            | 6:2, 1:6, 6:3       |                            |
| Mixed          | Belgien            | Russland           | 2:1      | Clijsters, Rochus      | Lichowzewa, Safin      | 3:6, 63:7           |                            |
|                | Südafrika          | Australien         | 2:1      | Dameneinzel            | Amanda Coetzer         | Nicole Pratt        | 6:3, 7:5                   |
| Herreneinzel   | Südafrika          | Australien         | 2:1      | Wayne Ferreira         | Richard Fromberg       | 64:7, 5:7           |                            |
| Mixed          | Südafrika          | Australien         | 2:1      | Coetzer, Ferreira      | Pratt, Fromberg        | 7:66, 2:6, 7:61     |                            |
|                | Slowakei           | Belgien            | 2:1      | Dameneinzel            | Karina Habšudová       | Kim Clijsters       | 6:0, 4:6, 1:6              |
| Herreneinzel   | Slowakei           | Belgien            | 2:1      | Dominik Hrbatý         | Olivier Rochus         | 6:3, 6:0            |                            |
| Mixed          | Slowakei           | Belgien            | 2:1      | Habšudová, Hrbatý      | Clijsters, Rochus      | 6:4, 3:6, 6:3       |                            |
|                | Vereinigte Staaten | Russland           | 2:1      | Dameneinzel            | Monica Seles           | Jelena Lichowzewa   | 6:3, 6:3                   |
| Herreneinzel   | Vereinigte Staaten | Russland           | 2:1      | Jan-Michael Gambill    | Marat Safin            | 4:6, 7:66, 3:6      |                            |
| Mixed          | Vereinigte Staaten | Russland           | 2:1      | Seles, Gambill         | Lichowzewa, Safin      | 4:6, 6:2, 6:2       |                            |
|                | Schweiz            | Australien         | 3:0      | Dameneinzel            | Martina Hingis         | Nicole Pratt        | 6:1, 6:1                   |
| Herreneinzel   | Schweiz            | Australien         | 3:0      | Roger Federer          | Richard Fromberg       | 6:3, 6:2            |                            |
| Mixed          | Schweiz            | Australien         | 3:0      | Hingis, Federer        | Pratt, Fromberg        | 6:1, 6:3            |                            |
|                | Südafrika          | Thailand           | 2:1      | Dameneinzel            | Amanda Coetzer         | Tamarine Tanasugarn | 6:4, 6:4                   |
| Herreneinzel   | Südafrika          | Thailand           | 2:1      | Wayne Ferreira         | Paradorn Srichaphan    | 3:6, 6:2, 5:7       |                            |
| Mixed          | Südafrika          | Thailand           | 2:1      | Coetzer, Ferreira      | Tanasugarn, Srichaphan | 6:4, 6:1            |                            |
|                | Russland           | Slowakei           | 2:1      | Dameneinzel            | Jelena Lichowzewa      | Karina Habšudová    | 61:7, 6:3, 6:3             |
| Herreneinzel   | Russland           | Slowakei           | 2:1      | Marat Safin            | Dominik Hrbatý         | 6:3, 0:6, 6:4       |                            |
| Mixed          | Russland           | Slowakei           | 2:1      | Lichowzewa, Safin      | Habšudová, Hrbatý      | 6:2, 4:6, 7:64      |                            |
|                | Vereinigte Staaten | Belgien            | 3:0      | Dameneinzel            | Monica Seles           | Kim Clijsters       | 7:64, 6:0                  |
| Herreneinzel   | Vereinigte Staaten | Belgien            | 3:0      | Jan-Michael Gambill    | Olivier Rochus         | 7:61, 6:4           |                            |
| Mixed          | Vereinigte Staaten | Belgien            | 3:0      | Seles, Gambill         | Clijsters, Rochus      | 4:6, 6:1, 7:65      |                            |
|                | Thailand           | Australien         | 3:0      | Dameneinzel            | Tamarine Tanasugarn    | Nicole Pratt        | 6:3, 4:6, 7:5              |
| Herreneinzel   | Thailand           | Australien         | 3:0      | Paradorn Srichaphan    | Richard Fromberg       | 7:63, 7:5           |                            |
| Mixed          | Thailand           | Australien         | 3:0      | Tanasugarn, Srichaphan | Pratt, Fromberg        | 8:7, (7:2)          |                            |
|                | Schweiz            | Südafrika          | 2:1      | Dameneinzel            | Martina Hingis         | Amanda Coetzer      | 6:1, 6:0                   |
| Herreneinzel   | Schweiz            | Südafrika          | 2:1      | Roger Federer          | Wayne Ferreira         | 3:6, 6:3, 3:6       |                            |
| Mixed          | Schweiz            | Südafrika          | 2:1      | Hingis, Federer        | Coetzer, Ferreira      | 6:2, 6:3            |                            |
| 6. Januar 2001 | Schweiz            | Vereinigte Staaten | 2:1      | Dameneinzel            | Martina Hingis         | Monica Seles        | 7:5, 6:4                   |
| 6. Januar 2001 | Schweiz            | Vereinigte Staaten | 2:1      | Herreneinzel           | Roger Federer          | Jan-Michael Gambill | 6:4, 6:3                   |
| 6. Januar 2001 | Schweiz            | Vereinigte Staaten | 2:1      | Mixed                  | Hingis, Federer        | Seles, Gambill      | 6:2, 4:6, 6:7 (tiebreaker) |